# بخش ارژانتوی
بخش ارژانتوی (به فرانسوی: Arrondissement d'Argenteuil) یک بخش در فرانسه است که در ول-دوآز واقع شده‌است.